# Kalka (Indien)
Kalka (Hindi: कालका, Kālakā) ist eine Kleinstadt mit 32.255 Einwohnern (Stand: Zensus 2011) im Distrikt Panchkula im indischen Bundesstaat Haryana.

## Geschichte
Früher besaß Kalka den Status einer Municipal Committee. Am 17. März 2010 wurde dann Kalka als Zone in die neu gegründete Municipal Corporation Panchkula aufgenommen.

## Lage
Kalka liegt 20 km nordöstlich von Chandigarh sowie 17,5 km nordnordöstlich vom Stadtzentrum von Panchkula entfernt in einer Beckenlandschaft in den Siwaliks am Oberlauf des Ghaggar.
Kalka liegt an der nationalen Fernstraße NH 22 zwischen Chandigarh und Shimla auf einer Höhe von 670 m und ist Ausgangspunkt der Kalka-Shimla Railway, einer Schmalspurbahn in die Berge des Himalaya.